# Моржи (деревня)
 Моржи  — деревня в Орловском районе Кировской области. Входит в состав Орловского сельского поселения.

## География
Расположена деревня у южной окраины райцентра города Орлова.

## История
Известна с 1678 года как деревня Ярасимовская с 2 дворами, в 1763 (Герасимовская) 8 жителей, в 1802 2 двора. В 1873 году здесь (Герасимовская или Моржи) дворов 4 и жителей 32, в 1905 (починок Герасимовский или Моржи) 5 и 46, в 1926 (деревня Моржи или Герасимовская) 3 и 13, в 1950 6 и 22, в 1989 251 житель. Настоящее название утвердилось с 1939 года. С 2006 по 2011 год входил в состав Подгороднего сельского поселения.

## Население
Постоянное население составляло 331 человек (русские 96%) в 2002 году, 307 в 2010.